# José Pedro Ramírez
José Pedro Florencio Ramírez Álvarez y Obes (7 de noviembre de 1836 - 13 de julio de 1913), fue un abogado, político, periodista y profesor uruguayo.

## Familia
Fue nieto de José Ramírez Pérez, saladerista en el antiguo Montevideo.
Su padre fue Juan Pedro Ramírez Carrasco y su madre Consolación Álvarez y Obes; fueron sus hermanos Julio, Juan Augusto, Octavio, Gonzalo y Carlos María.

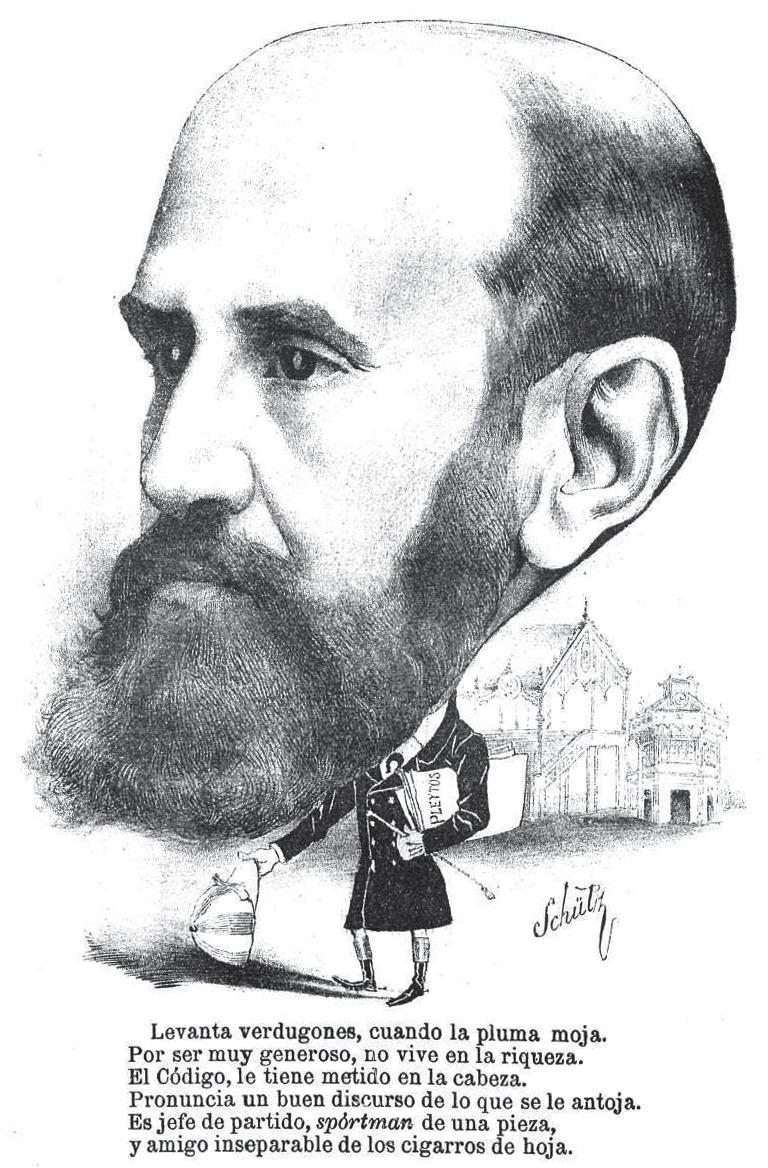
Caricatura de José Pedro Ramírez por Charles Schütz publicada en Caras y Caretas en 1890.

Casado con María Ana Estefanía Muñoz Triaca.

## Biografía
De profesión abogado, José Pedro Ramírez fue miembro fundador del Ateneo de Montevideo, donde dictó clases de Derecho Constitucional, y rector de la Universidad de la República entre 1882 y 1884.
Hombre de paz, intervino como agente del gobierno en las tratativas de acuerdo con los revolucionarios de Aparicio Saravia. Trabajó también como periodista y escritor; dejó su impronta en las páginas del diario El Siglo.
Sirvió como hombre público, ocupando cargos como legislador y ministro de Estado. Si bien, en el momento de la fundación del Jockey Club de Montevideo ocupó la vicepresidencia, fue su Presidente entre los años 1909 y 1913, año en que falleció mientras ocupaba el cargo.
Siendo diputado por el departamento de Maldonado, en 1872, protagonizó un escándalo de proporciones al comprar el voto de Isaac de Tezanos, en favor del candidato presidencial que apoyaba -José María Muñoz-, lo que determinó que Ramírez renunciara a su banca y erosionara severamente su prestigio.
Opuesto al golpe de 1875, que dio inicio al llamado «militarismo», fue deportado junto a su hermano Octavio, y a su regreso participó de la fracasada Revolución Tricolor. 
Se trató de una figura polémica. Tras su fallecimiento el Parlamento le negó honores oficiales después de una ardua discusión.